# اقتحام السفارة البحرينية في بغداد 2019
اقتحام السفارة البحرينية في بغداد 2019 هو هجوم حدث في 27 يونيو 2019، على البعثة الدبلوماسية البحرينية في العاصمة العراقية بغداد، دفعت به مجاميع موالية لإيران ضمن ميليشيا الحشد الشعبي تنديدًا بأعمال مؤتمر البحرين للسلام الاقتصادي في المنامة عاصمة البحرين، أسفر عن تدمير وحرق أجزاء من السفارة وإنزال علم البحرين ورفع علم فلسطين بدلًا عنه. وعقب الاقتحام استدعت مملكة البحرين سفيرها من بغداد للتشاور، بينما ندّدت الحكومة العراقية بهجوم، معتبرة «أمن السفارات خط أحمر» لا يُسمح بتجاوزه.

## خلفية
كانت مملكة البحرين قد احتضنت يوم الثلاثاء 25 يونيو 2019، مؤتمرًا سمي بمؤتمر البحرين للسلام الاقتصادي، قُدّمت فيه المرحلة الأولى من خطة الرئيس الأمريكي دونالد ترامب للسلام، وهو المؤتمر الذي يصفه البيت الأبيض بأنه «محاولة لضخ خمسين مليار دولار من الاستثمارات» في المنطقة العربية، منها 28 مليارًا في فلسطين، تحديدًا في الضفة الغربية وقطاع غزة الواقعتين تحت الاحتلال الإسرائيلي، و7.5 مليار للأردن، وتسعة مليارات لمصر، وستة مليارات للبنان. وتتضمن الخطة، 179 مشروعًا مقترحًا، من بينها مشروع طريق بتكلفة خمسة مليارات دولار لربط الضفة الغربية بقطاع غزة.
وقدّم جاريد كوشنر - صهر ترمب وأحد كبار مستشاريه - الجانب الاقتصادي من الخطة، من خلال كُتيبين مليئين بالرسومات والإحصائيات التي تشبه نشرة الاستثمار، وقد أطلق عليها «خطة العمل»، ولم يتطرق للجانب السياسي منها، مشيرًا إلى أن الكشف عن الشق السياسي من خطة السلام سيتم في الوقت المناسب.
ويأمل البيت الأبيض من خلال هذه الخطة إلى حل النزاع الإسرائيلي الفلسطيني، ولم يُكشف حتى الآن عن الجانب السياسي من خطة ترامب للسلام. وكان وزير الخارجية الأردني ردّ على سؤال حول الخطة بقوله: «عندما يطرحها الأمريكان سنعطي رأينا حولها.» بينما جدّدت السعودية تأكيدها على موقفها «الراسخ تجاه القضية الفلسطينية وحلها وفق مبادرة السلام العربية بإقامة دولة فلسطينية مستقلة على حدود 1967، وعاصمتُها القدسُ الشرقية»، ودعت لتضافر الجهود الدولية لتحقيق السلام العادل والشامل.

## أحداث
حدث الهجوم احتجاجًا على المؤتمر المُنظّم الذي قادته الولايات المتحدة في البحرين بشأن إعادة إحياء محادثات السلام الفلسطينية الإسرائيلية وإنهاء الصراع الإسرائيلي الفلسطيني، واقتحم مساء يوم الخميس 27 يونيو 2019، متظاهرون عراقيون موالون لإيران، سفارة البحرين في منطقة المنصور - المُحصّنة - في بغداد. وكانت المصادر العراقية قد أفادت أن الهجوم على السفارة البحرينية أسفر عن تحطيم أجزاء منها. وأنزل المتظاهرون علم البحرين من فوق السفارة ورفعوا علم فلسطين بدلًا عنه.
وقال ضابط في الشرطة العراقية كان يتمركز قرب السفارة البحرينية لوكالة رويترز: «استخدمنا مكبرات الصوت في سيارات الشرطة للطلب من المتظاهرين ترك المكان،» مضيفًا «بعد أن رفضوا (إخلاء منطقة السفارة) اضطرت قوات الشرطة إلى فتح النيران في الهواء لتفريق المتظاهرين».
وكانت التظاهرة التي قادتها مجاميع موالية للحشد الشعبي، قد انطلقت تنديدًا بما يُعرف بورشة المنامة، وتطوّرت الأمور لاحقًا إلى محاولة البعض حرق السفارة، إلا أن تدخل قوات الأمن العراقية حال دون ذلك، وفرّقت قوات الأمن المتظاهرين واعتقلت عددًا منهم. وفي تقرير لرويترز، قال متظاهر عرّف نفسه بأنه عضو في جماعات المقاومة الإسلامية، وهو مصطلح تستخدمه الفصائل الشيعية المدعومة من إيران، إن الهدف من الاحتجاج هو «توجيه رسالة قوية». ويأتي هجوم السفارة وسط توترات حادّة بين الولايات المتحدة وإيران في الشرق الأوسط.

## الأطراف المقتحمة
وكان متظاهرون مدفوعون من ميليشيات عراقية موالية لإيران يقفون خلف حادثة الاقتحام، هذا وكشف المتحدّث باسم ميليشيا كتائب حزب الله في العراق التابعة أيديولوجيًا لنظام ولاية الفقيه في إيران، اليوم السبت 29 يونيو 2019 لقناة روسيا اليوم أنّه رعى «اقتحام السفارة البحرينية وأن معظم المقتحمين من عناصره،» وقال المتحدث جعفر الحسيني، لـRT أن «جزءًا كبيرًا من المتظاهرين ينتمون إلى حركة كتائب حزب الله، التي قدمت الرعاية الأكبر لهذا النشاط».

## رد البحرين
في أعقاب الهجوم، استدعت مملكة البحرين سفيرها في العراق يوم الخميس للتشاور وطالبت بمحاسبة المتسببين ومنع تكرار مثل هذهِ الممارسات. وقالت وزارة الخارجية البحرينية في بيان أوّل نشرته على موقعها الإلكتروني: «تستنكر وزارة خارجية مملكة البحرين الاعتداء المرفوض الذي استهدف مبنى سفارة مملكة البحرين لدى جمهورية العراق الشقيق من قبل متظاهرين وأدى إلى أعمال تخريبية في مبنى السفارة.» وذكر بيان ثان لوزارة الخارجية البحرينية، نقلا عن السفير محمد جميل، الوكيل المساعد لشؤون مجلس التعاون والدول العربية بوزارة الخارجية أن: المملكة استدعت أيضًا القائم بأعمال سفارة العراق في المنامة يوم الجمعة للاحتجاج «على ما تعرض لهُ مبنى سفارة مملكة البحرين في بغداد من اعتداء وأعمال تخريبية مساء يوم الخميس 27 يونيو 2019 في سلوك غير مسؤول ومرفوض بشدة»، وكشف جميل أن البحرين «ترحّب بالبيانين الصادرين عن الحكومة العراقية ووزارة خارجية جمهورية العراق والرافضين لهذا الاعتداء.»

## رد العراق
بينما ندّدت الحكومة العراقية بالهجوم، معربة عن: «أسفها الشديد لقيام عدد من المتظاهرين بالتجاوز على مبنى سفارة مملكة البحرين الشقيقة والقيام بأعمال تخريبية مخالفة للقانون وسلطة الدولة وحصانة البعثات الدبلوماسية،» وأكّد البيان على أن الحكومة العراقية ترفض بشكل مُطلق «أي عمل يهدد البعثات الدبلوماسية وأمنها وسلامتها وسلامة العاملين فيها،» مشيرة إلى «أمن السفارات خط أحمر» لا يُسمح بتجاوزه.

## مقالات ذات صلة
- الهجوم على البعثات الدبلوماسية السعودية في إيران عام 2016
- الاعتداءات الإرهابية على السفارات السعودية
- اقتحام سفارة السويد في بغداد 2023